# حکم‌علی
حکم‌علی (به لاتین: Hökməli) یک منطقه مسکونی در جمهوری آذربایجان است که در شهرستان آب‌شوران واقع شده است. حکم‌علی ۴۴۶۳ نفر جمعیت دارد.